# Wurigentala
Wurigentala (kinesiska: 乌日根塔拉, 乌日根塔拉苏木) är en socken i Kina. Den ligger i den autonoma regionen Inre Mongoliet, i den norra delen av landet, omkring 290 kilometer norr om regionhuvudstaden Hohhot.
Genomsnittlig årsnederbörd är 250 millimeter. Den regnigaste månaden är juni, med i genomsnitt 56 mm nederbörd, och den torraste är januari, med 2 mm nederbörd.